# Maersk Air
Pour les articles homonymes, voir DAN.
Maersk Air (Code AITA : DM ; code OACI : DAN) était une compagnie aérienne danoise, à bas coûts, du groupe danois A.P. Møller-Mærsk.

## Histoire
En 2001, Maersk Air vole au départ de Copenhague vers le bassin méditerranéen, Grèce, Egypte...sur 737-400. La clientèle est danoise. Les équipages sont danois et certains personnels navigants commerciaux complémentaires sont britanniques et français, pour cette saison là. 

En 2005, la compagnie disparait dans la fusion avec Sterling Airways.